# N'Ketia Seedo
N'Ketia Seedo (née le 7 juin 2003 à Utrecht) est une athlète néerlandaise spécialiste des épreuves de sprint.

## Biographie
Elle se classe troisième du 100 m des championnats du monde juniors 2022 en portant son record personnel à 11 s 15.
Fin juin 2023 lors des championnats d'Europe par équipes à Chorzów, elle se classe troisième de l'épreuve du 100 m et remporte avec ses coéquipières néerlandaise l'épreuve du 4 × 100 m.

## Palmarès
| Date | Compétition                       | Lieu     | Résultat | Épreuve   | temps   |
| ---- | --------------------------------- | -------- | -------- | --------- | ------- |
| 2022 | Championnats du monde juniors     | Cali     | 3e       | 100 m     | 11 s 15 |
| 2022 | Championnats d'Europe             | Munich   | 5e       | 4 × 100 m | 43 s 03 |
| 2023 | Championnats d'Europe par équipes | Chorzów  | 3e       | 100 m     | 11 s 24 |
| 2023 | Championnats d'Europe par équipes | Chorzów  | 1re      | 4 × 100 m | 42 s 61 |
| 2023 | Championnats d'Europe espoirs     | Espoo    | 1re      | 100 m     | 11 s 22 |
| 2023 | Championnats du monde             | Budapest | finale   | 4 x 100 m | DNF     |

## Records
| Épreuve | Marque  | Lieu     | Date         |
| ------- | ------- | -------- | ------------ |
| 100 m   | 11 s 11 | Budapest | 20 août 2023 |